# Goudet
Goudet település Franciaországban, Haute-Loire megyében. Lakosainak száma 75 fő (2022. január 1.). Goudet Arlempdes, Le Brignon, Saint-Martin-de-Fugères és Salettes községekkel határos.

## Népesség
A település népességének változása:
| Lakosok száma | 92   | 80   | 65   | 62   | 57   | 59   | 60   | 57   | 56   | 75   |
|               | 1968 | 1982 | 1990 | 2006 | 2013 | 2015 | 2017 | 2019 | 2020 | 2022 |